# Antoni Czyż
Antoni Czyż (ur. 10 listopada 1955 w Warszawie) – polski literaturoznawca, historyk i teoretyk literatury, historyk idei, także historyk duchowości (zwłaszcza mistycznej), edytor i filmoznawca, prof. nadzw. dr hab.

## Wykształcenie i praca zawodowa
Syn Jerzego i Janiny z d. Mickiewicz, wilnianki; jego rodzina ze strony ojca i matki pochodzi z ziem historycznej Litwy. Jest absolwentem XVI Liceum Ogólnokształcącego im. Stefanii Sempołowskiej na Starym Żoliborzu w Warszawie. W latach licealnych został finalistą olimpiad szkolnych – są to Olimpiada Literatury i Języka Polskiego oraz Konkurs Języka Łacińskiego i Kultury Antycznej, będący zalążkiem Olimpiady Języka Łacińskiego. Ukończył filologię polską na Uniwersytecie Warszawskim, tam pracował jako asystent i uzyskał stopień doktora. Habilitował się na Uniwersytecie Śląskim w Katowicach. Od 1995 wykładał na dzisiejszym Uniwersytecie Kazimierza Wielkiego w Bydgoszczy, a w 1998 był pracownikiem naukowym, profesorem nadzwyczajnym uczelni, Akademii Podlaskiej w Siedlcach (dzisiejsza nazwa uczelni: Uniwersytet w Siedlcach), tam Wydział Humanistyczny, polonistyczny Instytut Literaturoznawstwa i Językoznawstwa; wykładał także na Uniwersytecie Kardynała Stefana Wyszyńskiego w Warszawie (na kierunku filologia polska oraz w Instytucie Historii Sztuki, tu na zaocznym studium historii kultury). Prowadził również wykłady w Kolegiach Nauczycielskich w Suwałkach i w Wałczu oraz w Mazowieckiej Wyższej Szkole Humanistyczno-Pedagogicznej w Łowiczu.
Wychował jako promotor 10 licencjatów, ponad 200 magistrów i 9 doktorów. Wykaz doktorów wypromowanych: https://orcid.org/0000-0001-6934-8169. Recenzował także prace licencjackie, magisterskie, doktorskie i pracę habilitacyjną.
Jest współtwórcą (w 1988 z Tomaszem Brzozowskim) i redaktorem naczelnym czasopisma – kwartalnika naukowego i literackiego, teraz interdyscyplinarnego półrocznika humanistycznego, „Ogród”, ISSN 0867-4205.
Przez wiele lat był członkiem Komitetu Głównego Olimpiady Literatury i Języka Polskiego przy Instytucie Badań Literackich PAN w Warszawie. Należy do Klubu Inteligencji Katolickiej w Warszawie oraz do stowarzyszeń – są to: Towarzystwo Literackie im. Adama Mickiewicza, Polskie Towarzystwo Badań nad Wiekiem XVIII i Siedleckie Towarzystwo Naukowe.
Wszedł w skład komitetu wspierającego kandydaturę Karola Nawrockiego na prezydenta RP w wyborach w 2025.
Mieszka w Warszawie (na Starych Bielanach).

## Publikacje
Książki autorskie:
- Ja i Bóg. Poezja metafizyczna późnego baroku. Wrocław 1988 (rozprawa doktorska),
- Światło i słowo. Egzystencjalne czytanie tekstów dawnych. Warszawa 1995 (praca habilitacyjna),
- Władza marzeń. Studia o wyobraźni i tekstach. Bydgoszcz 1997,
- Jaki zapis? Poradnik polonisty. Siedlce 1999.
- Rojny i gwarny blask kultury. Literacka „varietas” i historyczne „multum” tekstów. Siedlce 2019.

Wywiady:
- Od apokalipsy i mistyki po humanizm. Z Antonim Czyżem rozmawiała Magdalena Idzikowska. „Teologia Polityczna”, 2022[6].
- Prof. Antoni Czyż: kobiety nie były milczącymi aktorami dawnego życia literackiego[7], 2024.

Tomy zbiorowe pod jego redakcją, m.in.:
- Wśród pisarzy oświecenia. Bydgoszcz 1997 (współredaktor Stanisław Szczęsny),
- Czytanie Witkacego. Siedlce 2001,
- Wyobraźnia jako jaźń twórcza. Warszawa 2002 (współredaktor Ewa Podrez),
- Czytać Tadeusza Micińskiego. Siedlce 2016 (współredaktorzy Marcin Pliszka i Sławomir Sobieraj).
- Prywatne i publiczne w tekstach kultury. Siedlce 2016 (współredaktor Andrzej Borkowski).
- Portret Wielkiej Damy. Profesor Janina Gardzińska (1944-2022). Bukowiec, Wyd. Igitur, 2023 (współredaktorzy Violetta Machnicka, Elżbieta M. Kur, Stanisław Szczęsny), ISBN 978-83-961229-1-9.

Edycje, które przygotował:
- Czasopismo – kwartalnik naukowy i literacki, teraz interdyscyplinarny półrocznik humanistyczny, „Ogród”, ISSN 0867-4205.
- Wydał z Aleksandrem Nawareckim utwory Józefa Baki: Poezje (1986) i Uwagi (2000; edycja krytyczna).
- Wydał, opatrzył wstępem i opracował esej historyczno-filozoficzny Andrzeja Żuławskiego Moliwda (1994).

Rozprawy i eseje naukowe (jego ulubiony gatunek wypowiedzi naukowej to esej) publikował w periodykach i tomach zbiorowych. Ogółem ma 400 publikacji.
Uhonorowany Medalem Komisji Edukacji Narodowej w związku z pracą w ramach Olimpiady polonistycznej. Otrzymał też Nagrodę Złotego Jacka, przyznawaną przez Siedleckie Towarzystwo Naukowe oraz Nagrodę im. Witolda Hulewicza za 2022.